# ラーダ・グランタ
ラーダ・グランタ (Lada Granta) はロシアの自動車メーカー、アフトヴァースがラーダブランドで製造・販売している低価格の小型車である。

## 概要
開発コードVAZ-2190。ロシアで2011年12月22日から発売が開始された。生産はトリヤッチ工場にて2011年11月29日から開始され、2012年7月25日からはイジェフスクのイズアフト (IzhAvto) でも行われている。
ボディタイプは現在は4ドアセダンのみとなる。グランタはカリーナのプラットフォームをベースに開発されたが、エンジンや前後サスペンションが改良されるなど、約400ものコンポーネントが専用に開発されて使用されている。
グランタにはStandard、Norm、Luxの3グレードが設定される（さらに同グレードでも装備の違いによる複数の仕様が存在する）。StandardとNormは「クラシック」シリーズやサマラの後継、Luxはカリーナセダンの後継となるべく開発された。
当初はStandardとNormから製造・販売が開始され、それぞれ229,000ルーブル～と256,000ルーブル～という価格設定がなされた。いずれも直列4気筒 1.6L SOHC 8バルブエンジンと5速マニュアルトランスミッションの組み合わせとなるが、Standardには60kW (82ps) 版、Normには64kW (87ps) 版のエンジンが搭載される。
装備面ではStandardが運転席エアバッグ、三点式シートベルト、「ISOFIX」チャイルドシート固定装置、昼間点灯ランプ、イモビライザー、チャイルドセーフティロック、フルサイズスペアタイヤなどを標準装備する。Normはこれに加えてトリップコンピューター、パワーステアリング、チルトステアリングコラム、フロントパワードアロック、センターロッキング、フロントパワーウインドウ、パワートランクリッド、ボディ同色バンパーなども標準で装備する。また、Standardには13インチ鍛造ホイールが、Normには14インチアロイホイールがそれぞれ装着される。
2012年8月にはNormのエアコン付き仕様も登場した。これにはエアコンの他にABS＋BAS、デュアルエアバッグも装備される。これによりグランタは7種類存在することになり、希望小売価格も259,000～334,700ルーブルとなった。
8月にはまた、Normのオートマチックトランスミッション仕様車と、ATが標準装備となるLuxの製造も開始された。AT仕様車は1.6L SOHC 16バルブ 72kW (98ps) エンジンを搭載し、これにジヤトコ製4速ATが組み合わせられる。AT仕様車は30のコンポーネントが新規に採用された。なお、トランスミッションは将来の現地生産も検討中であるが、当面は日本からの輸入となる。AT車は9月から発売を開始し、Normの推奨価格は373,200ルーブル～となる。
グランタは2012年9月以降ロシア市場において月販台数第一位となっており、2013年6月には17,005台を販売した。なお、イズアフトでは2013年7月1日にグランタの累計生産台数が5万台を突破している。
2013年7月、アフトヴァースはドイツとチェコにラーダ・グランタの最初の20台を輸出した。ヨーロッパ向けのグランタはユーロ5排ガス規制に準拠し、NormにもABSとBAS、ESPとデュアルエアバッグが標準装備される。ロシアの経済紙ベドモスチはアナリストたちの見解を伝えており、それによると輸出台数は年5,000台まで増やせるかもしれないが、ヨーロッパへの輸出は経済的という以上に政治的な戦略であり、アフトヴァースは第一に自国市場での自社製品のイメージ形成のためにそれを必要としているとのことである。
尚、日産自動車が2021年までロシア国内のみにおいてダットサンブランドで販売していた「on-DO」は同車をベース（実際はOEM）としていた。
2022年からは2022年ロシアのウクライナ侵攻を受け、 グラントクラシック22を発売。エアバッグや排ガス浄化装置、ABSなどの装置、オーディオ類やエアコンがついていない仕様で、西側諸国の部品が一切導入されていない製品となっている。

### グランタスポーツ
2012年8月29日から開催されたモスクワ国際モーターショーにて、グランタスポーツが出展された。ラーダ・スポーツ社によってチューンされたこの車種は専用のグリル、バンパー、リアスポイラー、サイドスカート、アロイホイールを装着し、車高を下げた専用サスペンションとリアディスクブレーキが使用される。直列4気筒・1.6Lガソリンエンジンはベースエンジン同様のSOHCの弁機構はそのままに、シリンダーヘッドが16バルブ（1気筒あたり4バルブ）化され、最高出力120hp、最大トルク160Nmに引き上げられ、これにクロスレシオMTが組み合わせられる。内装では布地/革張りのスポーツシートや赤糸の刺繍が施された革巻きステアリングホイールが装備される。グランタスポーツは2013年初めから販売を開始し、価格はおよそ40万ルーブルになると見込まれている。

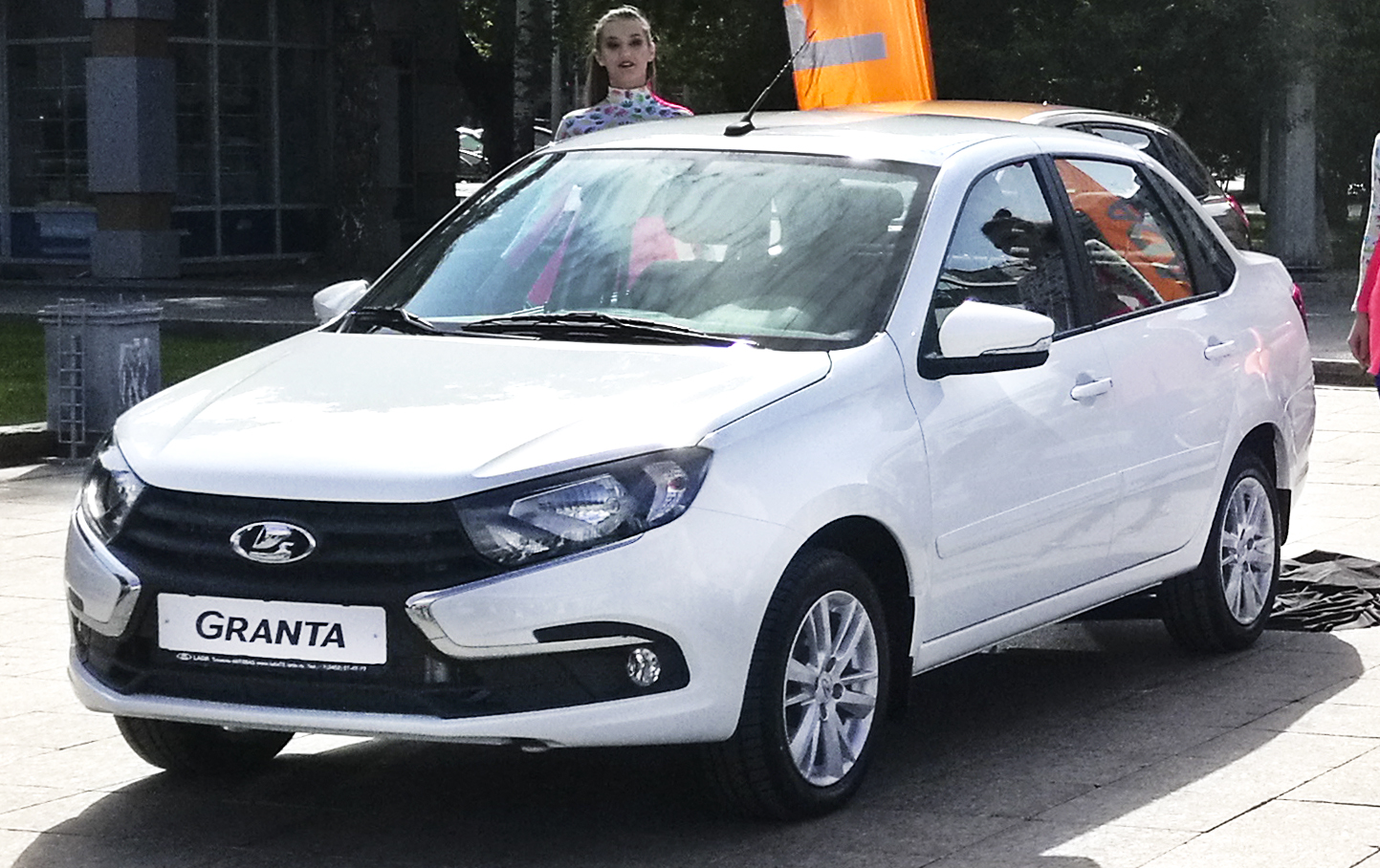
後期型セダンフロント

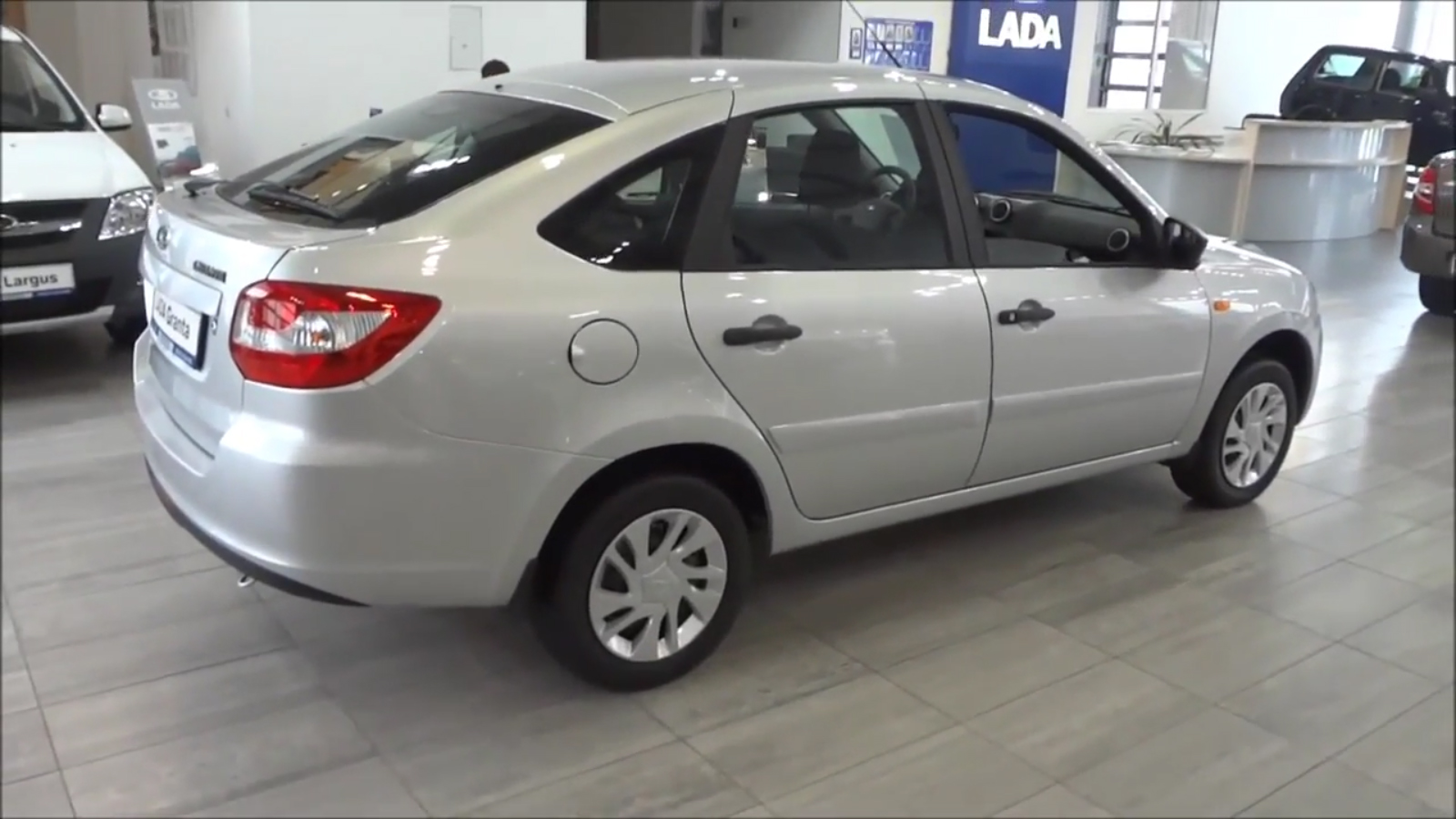
後期型リフトバックフロント

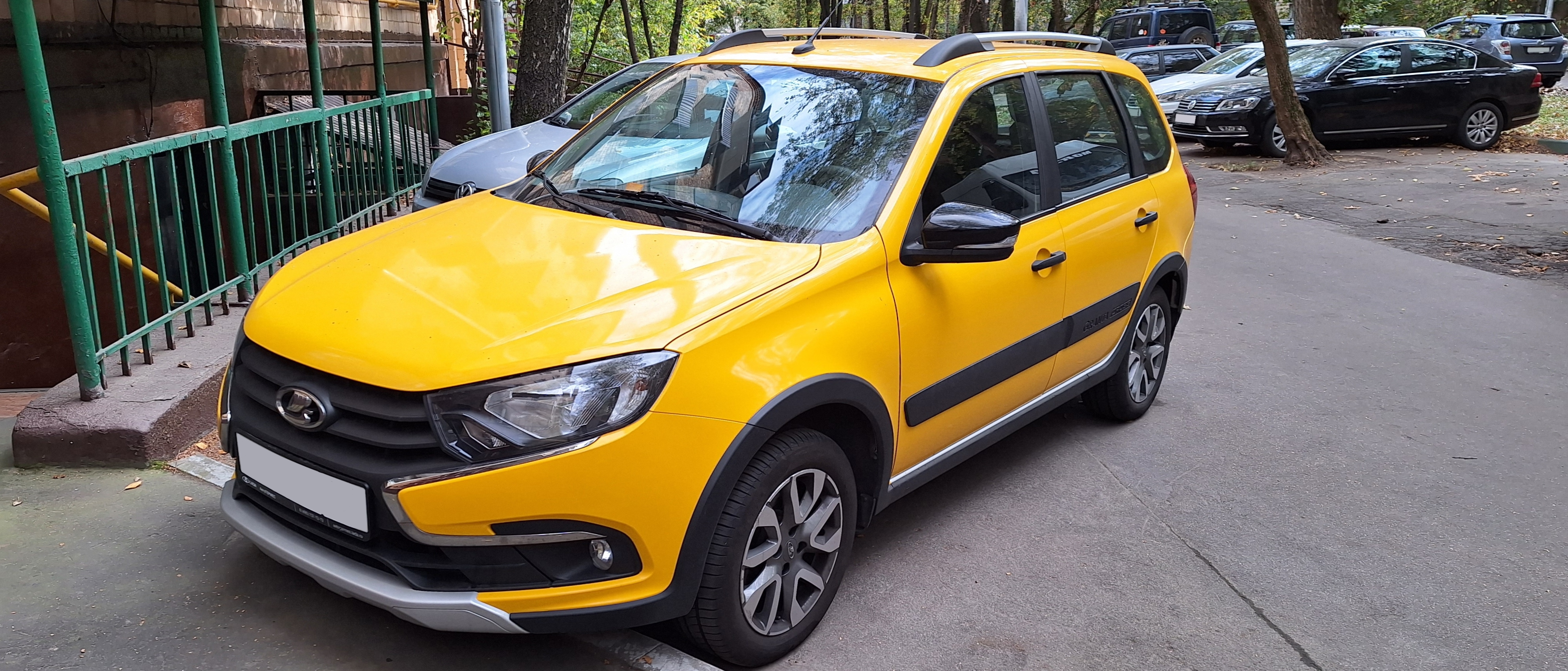
Lada Granta Cross